# Jive (editora)
Jive Ltd. (ジャイブ株式会社, Jaibu Kabushiki Gaisha) é uma editora japonesa em Shinjuku, Tóquio, Japão. A empresa foi estabelecida como uma subsidiária do fabricante de brinquedos Takara (atual Takara Tomy). Publicava revistas, mangás, novelas e outros conteúdos baseados em personagens, incluindo obras da GungHo Online Entertainment, uma parceira da Takara Tomy, como Ragnarök Online, e também obras da Broccoli, uma empresa que antes pertencia ao grupo Takara, como Galaxy Angel e Di Gi Charat. Além disso, realizava a publicação de comics e jogos de RPG de mesa.
Em abril de 2006, a Poplar Company adquiriu todas as ações da empresa da Takara Tomy, tornando-se uma subsidiária da Poplar Company.
Em 30 de agosto de 2019, parte dos negócios da Jive Corporation foi transferida para uma nova entidade chamada Jive Corporation (Shinsha). A Jive Corporation foi renomeada para Jive Next Corporation. A Media Do Holdings Co., Ltd. adquiriu todas as ações da Jive Corporation (Shinsha) da Poplar Company. Jive Next Corporation foi absorvida pela Poplar Company e dissolvida em janeiro de 2020.
Em setembro de 2019, a Jive Corporation (Shinsha) adquiriu o departamento editorial da Next da Ohzora Publishing. Em dezembro de 2019, começou a publicar novos títulos sob o selo Next F.